# 宮本一夫
宮本 一夫（みやもと かずお、1958年4月19日 - ）は、日本の考古学者。九州大学名誉教授。

## 経歴
出生から修学期
1958年、島根県松江市に生まれた。京都大学文学部史学科考古学専攻で学び、1982年に卒業。同大学大学院文学研究科に進学し、考古学を専攻。1984年に修士課程を修了。
考古学研究者として
1984年、京都大学文学部助手に採用された。1987年、愛媛大学法文学部助教授に就いた。1994年、九州大学文学部助教授に転じ、2000年より同大学大学院人文科学研究院助教授。2000年、学位論文『中国古代北疆史の考古学的研究』を九州大学に提出して文学博士号を取得。2002年に同教授昇格。
学界では、2000年から日本中国考古学会副会長、2012年から同学会会長を務めた(2018年まで)。2020年からは九州考古学会の会長を務めた(2024年まで)。2024年からは日本考古学協会副会長を務めている。

2021年に中国教育部の重要人材計画の講師に選ばれ、以来四川大学の講師を務めている。2024年、九州大学を定年退職し、同大学名誉教授。2025年からは四川大学文科講席教授を務めている。
- 九州大学アジア埋蔵文化財研究センター副センター長（2013-2024）
- 九州大学副学長（2014-2020）
- 九州大学附属図書館長（2014-2020）
- 九州大学大学文書館長（2014-2020）
- 九州大学埋蔵文化財調査室長（2015-2024）
- 九州大学総合研究博物館長・同大学附属図書館付設記録資料館長（2021年-2024年）[1]。

## 受賞・栄典
- 2003年：第16回浜田青陵賞
- 2018年：アメリカ芸術科学アカデミー特別会員
- 2018年：第12回九州考古学会賞
- 2019年：第9回日本考古学協会大賞を受賞[1]。

## 著書
この章は、『東アジア考古学の新たなる地平 上 宮本一夫先生退職記念論文集』に掲載された「年譜・著作目録」のうち《著書》・《編著書》の項を参照している。

### 単著
- 『中国古代北疆史の考古学的研究』中国書店、2000年。
- 『中国の歴史01 神話から歴史へ 神話時代 夏王朝』講談社、2005年。
  - 『讲谈社・中国的历史01 从神话到历史 神话时代 夏王朝』广西师范大学出版社、2014年。 (中国語・呉菲訳)
  - 『中国・歴史的長河01 從神話到歴史 神話時代與夏王朝』台湾商務印書館、2018年。 (中国語・郭清華訳)
  - 『中国の歴史01 神話から歴史へ 神話時代 夏王朝』〈講談社学術文庫〉2020年。
- 『農耕の起源を探る ─イネの来た道─』吉川弘文館〈歴史文化ライブラリー〉、2009年。ISBN 9784642056762。
  - オンデマンド版 2021年 ISBN　	9784642756761
- 『東北アジアの初期農耕と弥生の起源』同成社、2017年。
- 『東アジア青銅器時代の研究』雄山閣、2020年。
- 『中国古代北疆史的研究』江蘇人民出版社、2023年。 (中国語・黃建秋訳)
- 『東アジア初期鉄器時代の研究』雄山閣、2023年。

### 編著書
- 『遼東半島四平山積石塚の研究』柳原出版、2008年。 (澄田正一・小野山節共編)
- 『長城地帯青銅器文化の研究』〈シルクロード学研究VOL.29〉2008年。
- 『海岱地区早期農業与人類学研究』科学出版社、2008年。 (欒豊実共編、中国語)
- 『中国初期青銅器文化の研究』九州大学出版会、2009年。 (白雲翔共編)
- 『新修 福岡市史 史料編考古3』福岡市、2011年。
- 『東チベットの先史社会 ─四川省チベット自治州における日中共同発掘調査の記録─』中国書店、2013年。 (高大倫共編)
- 『新修 福岡市史─特別編 自然と遺跡からみた福岡の歴史』福岡市、2013年。
- 『西南地区北方譜系青銅器及石棺葬文化研究』科学出版社、2013年。 (高大倫共編、中国語)
- 『遼東半島上馬石貝塚の研究』九州大学出版会、2015年。
- 『遼東半島将軍山積石塚の研究』雄山閣、2025年。

### 論文
- CiNii:宮本一夫